# Deraeocoris alnicola
Deraeocoris alnicola är en insektsart som beskrevs av Knight 1921. Deraeocoris alnicola ingår i släktet Deraeocoris och familjen ängsskinnbaggar. Inga underarter finns listade i Catalogue of Life.